# Pseudanthias heemstrai
Pseudanthias heemstrai és una espècie de peix marí de la família dels serrànids i de l'ordre dels perciformes. Poden assolir 13 cm fins a longitud total.
És un peix marí de clima tropical i associat als esculls de corall que viu entre 15-67 m de fondària, tot i que, normalment, ho fa entre 15-40.
Es troba al Mar Roig i el Golf d'Aqaba